# Gmina Sračinec
Gmina Sračinec (chorw. Općina Sračinec) – gmina w Chorwacji, w żupanii varażdińskiej. W 2011 roku liczyła  4842 mieszkańców.